# لوئیز گلاور
لوئیز گلاور (انگلیسی: Louise Glover؛ زاده ۸ فوریهٔ ۱۹۸۳) یک مدل انگلیسی است. او بیشتر به عنوان یک مدل گلامور شناخته شده است. با ظاهر شدن در مجلات زنان انگلیسی، از جمله FHM, Bizarre, ماکسیم، لودد، و روزنامه‌های مصور مانند نیوز آو د ورلد، سان و Daily Star به کار خود ادامه می‌دهد.